# Foveacorpus
Genre
Foveacorpus est un genre fossile d'opilions cyphophthalmes.

## Distribution
Les espèces de ce genre ont été découvertes dans de l'ambre de Birmanie. Elles datent du Crétacé.

## Liste des espèces
Selon World Catalogue of Opiliones (26 octobre 2024) :
- Foveacorpus cretaceus Bartel, Dunlop & Giribet, 2023
- Foveacorpus parvus Bartel, Dunlop & Giribet, 2023

## Systématique et taxinomie
Ce genre a été décrit par Bartel, Dunlop et Giribet en 2023 dans les Cyphophthalmi.

## Publication originale
- Bartel, Dunlop & Giribet, 2023 : « An unexpected diversity of Cyphophthalmi (Arachnida: Opiliones) in Upper Cretaceous Burmese amber. » Zootaxa, vol. 5296(3), p. 421-445.